# 1986 au cinéma
| Années du cinéma : 1983 - 1984 - 1985 - 1986 - 1987 - 1988 - 1989    |
| Décennies du cinéma : 1950 - 1960 - 1970 - 1980 - 1990 - 2000 - 2010 |

Cet article présente les faits marquants de l'année 1986 au cinéma.

## Événements
- Création de la Fémis.
- 2 février : fondation des studios d'animation Pixar par Edwin Catmull et Alvy Ray Smith.
- 2 juillet : Basil, détective privé sort sur les écrans avec un succès critique et financier, sauvant les studios d'animation Disney de la faillite après l'échec commercial de Taram et le chaudron magique.

## Principaux films de l'année
- 37°2 le matin : un film de Jean-Jacques Beineix, avec Béatrice Dalle.
- Platoon film américain d'Oliver Stone avec Tom Berenger, Willem Dafoe et Charlie Sheen.
- Cobra : film de George Pan Cosmatos, avec Sylvester Stallone.
- Comme un chien enragé : drame américain de James Foley avec Sean Penn et Christopher Walken.
- La Folle Journée de Ferris Bueller de John Hughes avec Matthew Broderick.
- Le Contrat, film américain de John Irvin avec Arnold Schwarzenegger.
- Delta Force, film américain de Menahem Golan avec Chuck Norris.
- Highlander : film fantastique britannique de Russell Mulcahy avec Christophe Lambert et Sean Connery
- Aliens, le retour, film Américan de James Cameron avec Sigourney Weaver
- La Mouche : fantastique américain de David Cronenberg avec Jeff Goldblum et Geena Davis.
- Le Nom de la Rose un film de Jean-Jacques Annaud avec Sean Connery et Christian Slater.
- Le Sacrifice, film franco-britanno-suédois d'Andreï Tarkovski.
- Top Gun réalisé par Tony Scott, avec Tom Cruise et Kelly McGillis.
- Mission réalisé par Roland Joffé avec Robert De Niro et Jeremy Irons.
- Hannah et ses sœurs réalisé par Woody Allen avec Michael Caine et Mia Farrow.
- Terminus, réalisé par Pierre-William Glenn, avec Johnny Hallyday.
- La Clé, film iranien réalisé par Ebrahim Forouzesh sur un scénario de Abbas Kiarostami.

## Festivals

### Cannes
- Mission de Roland Joffé remporte la Palme d'or au Festival de Cannes 1986

### Autres festivals
- « African Film Week » de Nairobi
- 3e Festival international du film de Fribourg (FIFF)

## Récompenses

### Oscars
- Meilleur acteur : Paul Newman, La Couleur de l'argent (The Color of Money)
- Meilleure actrice : Marlee Matlin, Les Enfants du silence (Children of a Lesser God)
- Meilleur film et Meilleur réalisateur: Platoon de Oliver Stone
- Meilleur film étranger : L'Assaut (Pays-Bas), Fons Rademakers
- Meilleur second rôle féminin : Dianne Wiest, Hannah et ses sœurs (Hannah and Her Sisters)
- Meilleur second rôle masculin : Michael Caine, Hannah et ses sœurs (Hannah and Her Sisters)

### Césars
- Meilleur acteur : Christophe Lambert dans Subway
- Meilleure actrice : Sandrine Bonnaire dans Sans toit ni loi
- Meilleur film : Trois hommes et un couffin de Coline Serreau
- Meilleur film étranger : La Rose pourpre du Caire de Woody Allen
- Meilleur réalisateur : Michel Deville, Péril en la demeure
- Meilleur second rôle féminin : Bernadette Lafont dans L'Effrontée
- Meilleur second rôle masculin : Michel Boujenah dans Trois hommes et un couffin

### Autres récompenses
- Prix Louis-Delluc : Mauvais Sang de Leos Carax
- Prix Romy-Schneider : Juliette Binoche

## Box-Office

### France
| Class.                     | Titre             | Pays                  | Réalisateur         | Box-Office France |
| -------------------------- | ----------------- | --------------------- | ------------------- | ----------------- |
| 1.                         | Jean de Florette  |                       | Claude Berri        | 7 223 781 entrées |
| 2.                         | Manon des Sources |                       | Claude Berri        | 6 645 288 entrées |
| 3.                         | Rocky 4           | États-Unis d'Amérique | Sylvester Stallone  | 4 986 705 entrées |
| 4.                         | Le Nom de la rose | États-Unis d'Amérique | Jean-Jacques Annaud | 4 958 082 entrées |
| 5.                         | Out of Africa     | États-Unis d'Amérique | Sydney Pollack      | 4 847 916 entrées |
| Source : cbo-boxoffice.com |                   |                       |                     |                   |

### États-Unis
1. x
2. x
3. x

## Principales naissances
- 2 février : Gemma Arterton
- 6 février : Dane DeHaan
- 14 mars : Jamie Bell
- 16 mars : Alexandra Daddario
- 20 mars : Ruby Rose
- 28 mars : Lady Gaga
- 22 avril : Amber Heard
- 3 mai : Pom Klementieff
- 13 mai : Robert Pattinson
- 10 juin : Camille Lellouche
- 11 juin : Shia LaBeouf
- 13 juin : Kat Dennings
- 13 juin : Ashley Olsen
- 13 juin : Mary-Kate Olsen
- 28 août : Armie Hammer
- 4 septembre : Charlotte Le Bon
- 11 septembre : Alfie Allen
- 12 septembre :  Emmy Rossum
- 4 octobre : Sara Forestier
- 23 octobre : Emilia Clarke
- 26 décembre : Kit Harington

## Principaux décès

### Premier trimestre
- 30 mars : James Cagney

### Deuxième trimestre
- 23 avril : Otto Preminger, réalisateur d'origine autrichienne
- 12 mai : Elisabeth Bergner, actrice allemande
- 23 mai : Sterling Hayden, acteur américain
- 19 juin : Michel Colucci, dit Coluche, comédien et humoriste (né en 1944).

### Troisième trimestre
- 23 août : Clement Baptista, réalisateur indien.

### Quatrième trimestre
- 8 octobre : Shadi Abdessalam, cinéaste égyptien
- 29 novembre : Cary Grant, acteur américain
- 28 décembre : Andreï Tarkovski